# Webera nudicaulis
Webera nudicaulis är en bladmossart som först beskrevs av Lesquereux, och fick sitt nu gällande namn av Lesquereux och T. P. James 1884. Webera nudicaulis ingår i släktet Webera och familjen Bryaceae. Inga underarter finns listade i Catalogue of Life.